# 戰勝奇花介
戰勝奇花介（学名：Perissocytheridea jannishenga）为荊花介科奇花介屬下的一个种。